# Kallstadt
Kallstadt è un comune di 1 224 abitanti della Renania-Palatinato, in Germania. È il comune di origine della famiglia Trump e della famiglia Heinz.

## Geografia fisica
Appartiene al circondario (Landkreis) di Bad Dürkheim (targa DÜW) ed è parte della comunità amministrativa (Verbandsgemeinde) di Freinsheim.